# Minignan
Minignan è una città, sottoprefettura e comune della Costa d'Avorio. È anche capoluogo della regione di Folon e dell'omonimo dipartimento. Conta una popolazione di 14 521 abitanti (censimento 2014).